# Soltam M-68
Die Soltam M-68 ist eine Feldhaubitze im Kaliber 155 mm aus Israel.

## Entwicklungsgeschichte
Ab den 1960er-Jahren entwickelte der israelische Rüstungskonzern Soltam (heute Elbit Systems) zusammen mit Tampella aus Finnland Artilleriegeschütze für Israel und den Exportmarkt. Das erste Modell dieser Art war die M-68. Dieses basiert auf der K60 von Tampella mit Kaliber 122 mm. Von diesem Geschütz wurde die Lafette übernommen und ein Geschützrohr mit Kaliber 155 mm aufgesetzt. Der erste Prototyp entstand 1968 in Finnland und im Jahr 1970 lief die Serienfertigung in Israel für die Israelischen Verteidigungsstreitkräfte an. Später wurde die M-68 auch in der Selbstfahrlafette L33 Ro'em verbaut. Weiter bildete die M-68 die Grundlage für die Geschütze M-71 und M839 von Soltam.

## Technik
Die M-68 ist eine konventionelle Kanonenhaubitze mit Kraftzugsystem und einer vierrädrigen Spreizlafette. Die M-68 wiegt in schussbereiter Stellung 8500 kg und fahrbereit 9500 kg. Die Länge der M-68 beträgt 7,20 m in schussbereiter Stellung. Die Höhe (durch das Geschützrohr bedingt) beträgt 2,0 m in der gezogenen Stellung. Die Bodenfreiheit beträgt 380 mm und die Breite auf der Fahrbahn beträgt 2,20 m.

### Geschütz
Das Geschützrohr mit 33 Kaliberlängen (L/33) besteht aus hochfestem Stahl. Im vorderen Drittel des Geschützrohres ist ein Rauchabsauger angebracht. Das Geschützrohr ist auf einer zweiachsigen Lafette mit zwei Spreizholmen untergebracht. Die Lafette ist aus Stahl hergestellt. Bei der Rohrwiege sind am Geschützrohr zwei Rohrbremsen und Rohrvorholer montiert. Daneben befindet sich die Visiereinrichtung. Am Rohrende sind der horizontale Keilverschluss sowie die Ladungskammer angebracht. Beim Transport sind die Holme nach hinten geklappt und ruhen zum Transport auf der Anhängerkupplung vom Zugfahrzeug. In Fahrstellung ist das Geschützrohr um 180° über die Holme in Fahrtrichtung geschwenkt. Zum Transport kommen mittelschwere Lastkraftwagen zur Anwendung. Die maximal zulässige Zuggeschwindigkeit beträgt 100 km/h auf der Straße.
Um das Geschütz feuer- oder fahrbereit zu machen, benötigt die sechs- bis achtköpfige Bedienmannschaft wenige Minuten. Beim Schießen sind die Haupträder angehoben und die M-68 stützt sich vorn auf eine von der Unterlafette abgesenkte Schießplattform. Am Ende der Holme sind zwei Erdsporne angebracht, welche die Rückstoßkraft in das Erdreich ableiten. Zusätzlich wird der Rückstoß durch eine Einkammer-Mündungsbremse gemindert. Der Seitenrichtbereich beträgt je Seite 45°. Der Höhenrichtbereich liegt zwischen −5 und +52°.
Das Geschütz wird von den Kanonieren manuell geladen. Kurzzeitig ist eine Schussfolge von vier Schuss pro Minute möglich. Danach muss die Schussfolge, infolge der thermischen Beanspruchung des Geschützrohres, auf zwei Schuss pro Minute reduziert werden.

### Munition
Für die M-68 wird getrennt geladene Munition mit variablen Treibladungsbeuteln verwendet. Das heißt, das Geschoss und die Treibladung werden nacheinander geladen. Neben den NATO-Standard-Treibladungen kann auch ein von Tampella entwickeltes modulares Treibladungssystem verwendet werden. Dieses besteht aus neuen kombinierbaren Treibladungsbeuteln (Zonenladungen).
Die M-68 kann die gesamte 155-mm-NATO-Munition verschießen. Mit dem M107-Standardgeschoss wird bei einer Mündungsgeschwindigkeit von 725 m/s eine maximale Schussdistanz rund 18 km erreicht. Mit einer von Tampella entwickelten 43,7 kg wiegenden Sprenggranate, wird bei einer Mündungsgeschwindigkeit von 820 m/s eine maximale Schussdistanz von 23,5 km erreicht.

## Kriegseinsätze
Die Israelischen Verteidigungsstreitkräfte setzten die M-68 erstmals im Jom-Kippur-Krieg ein. Die South African Defence Force setzte die M-68 im Krieg gegen Angola und die SWAPO ein.

## Nutzerstaaten
- Israel – Anzahl unbekannt
- Singapur – 45
- Südafrika – 24 (Lokale Bezeichnung G4)
- Thailand – 44

Daten aus